# کریس هافینز
کریس هافینز (انگلیسی: Chris Huffins؛ زادهٔ ۱۵ آوریل ۱۹۷۰) ورزشکار دو و میدانی اهل ایالات متحده آمریکا است.
وی در مسابقات کشوری و بین‌المللی در مجموع برندهٔ ۳ مدال طلا، ۳ مدال نقره، ۳ مدال برنز شده‌است.